# Valle di Casies
Valle di Casies (Gsies) é uma comuna italiana da região do Trentino-Alto Ádige, província de Bolzano, com cerca de 2.101 habitantes. Estende-se por uma área de 108 km², tendo uma densidade populacional de 19 hab/km². Faz fronteira com Dobbiaco, Monguelfo, Rasun Anterselva, Villabassa.

## Demografia
| Variação demográfica do município entre 1861 e 2011                               |
|                                                                                   |
| Fonte: Istituto Nazionale di Statistica (ISTAT) - Elaboração gráfica da Wikipedia |